# Катастрофа KC-130 над Лефлором
Катастрофа KC-130 над Лефлором — авиационная катастрофа, произошедшая 10 июля 2017 года. Самолёт-топливозаправщик корпуса морской пехоты США Lockheed Martin KC-130 взорвался в воздухе, погибли все находившиеся на борту 16 человек.Обломки самолета были найдены в Лефлоре. Причина катастрофы выясняется. Корпус морской пехоты США охарактеризовал произошедшее как несчастный случай.

## Катастрофа
Примерно в 137 км к северу от Джэксона на борту самолёта произошёл взрыв, все находящиеся на борту погибли. Обломки лайнера были найдены в радиусе 8 км от места крушения. Для тушения огня пожарными было использовано более 15000 литров пены[значимость факта?].

https://news.usni.org/2018/12/06/kc-130t-accident-report-video-reconstruction